# SpaceX CRS-5
SpaceX CRS-5 è stata la quinta missione commerciale della Space Exploration Technologies (SpaceX) nell'ambito del contratto con la NASA Commercial Resupply Services, per il rifornimento alla Stazione spaziale internazionale.
Il lancio era stato inizialmente programmato per il 19 dicembre 2014 dal SLC-40 (Space Lauch Complex 40) della Cape Canaveral Air Force Station, con il berthing alla Stazione spaziale internazionale pianificato per due giorni dopo. Il 16 dicembre, però, a causa di problemi rilevati durante la prova di accensione statica sulla rampa di Cape Canaveral, venne deciso un primo rinvio al 6 gennaio 2015. Poco prima del lancio si presentò un altro problema con due attuatori di spinta del secondo stadio, che portò i responsabili a posticipare la partenza al 9 e successivamente al 10 gennaio 2015.
Come nelle altre missioni Commercial Resupply Services (CRS), la capsula ha trasportato rifornimenti per gli astronauti ed esperimenti scientifici per conto della NASA. Il carico utile è stato di più di 2270 kg, tra cui anche sostituti di componenti che sarebbero dovuti arrivare alla Stazione ma andarono distrutti nell'esplosione del vettore Antares durante la missione CRS Orb-3.
Come parte del programma di riutilizzo dei suoi vettori orbitali, SpaceX ha effettuato per la prima volta nella storia un tentativo di atterraggio del primo stadio del vettore Falcon 9 su un'apposita piattaforma galleggiante nell'Oceano Atlantico. Questa imbarcazione, formalmente chiamata Autonomous spaceport drone ship è stata ricavata da una chiatta dimessa, riadattata per l'atterraggio del primo stadio del lanciatore dell'azienda. Lo stadio ha centrato la piattaforma effettuando però un atterraggio duro; infatti la probabilità di successo era solo del 50%, in quanto negli ultimi attimi dell'atterraggio le comunicazioni non sono disponibili e questo viene svolto dai computer di bordo. La causa del fallimento è da imputare all'esaurimento del liquido idraulico degli attuatori che controllano le alette direzionali.
La missione si è conclusa con il rientro controllato e il recupero in mare della casula Dragon.